# 福建台湾省
福建台湾省（繁: 福建臺灣省、満洲語: ᡶ᠋ᡠᡤᡳᠶᠠᠨ 
ᡨ᠋ᠠᡳ᠌ᠸᠠᠨ 
ᡤᠣᠯᠣ、メレンドルフ式転写: fugiyan taiwan golo）は、清代の台湾に存在した省。略して台湾省（繁: 臺灣省、満洲語: ᡨ᠋ᠠᡳ᠌ᠸᠠᠨ 
ᡤᠣᠯᠣ、メレンドルフ式転写: taiwan golo）とも称した。台湾府、台北府、台南府、台東直隷州を管轄区域とし、現在の中華民国の実効支配地域（台湾地区）から福建省、東沙諸島、太平島、中洲島を除いた領域に相当する。
清朝政府は1885年（光緒11年）に福建省を分割して新たに福建台湾省を設置することを命じたが、劉銘伝は省の設置はまだ時期尚早と考えた。最終的に1887年（光緒13年）に省の設置が実行に移され、1888年（光緒14年）に劉銘伝が初代福建台湾巡撫に任命された。『清史稿』の『地理志』では福建台湾省の成立時期を1887年としており、1886年1月20日に台湾総糧台が県丞の丞姜紹に銀を寄贈した際の受領書にも「福建省台北府新竹県」と記されている。しかし、『清史稿』の『徳宗本紀』では福建台湾省の成立日時が1885年10月12日とされており、『疆臣年表』でも劉銘伝が台湾巡撫に任命されたのはこの日であると記されている。

## 沿革
台湾に省を設置するという考えは、1737年（乾隆2年）5月10日に内閣の学者であり礼部侍郎であった呉金が行った提案が初の例である。しかし政府は、台湾は官制上、総兵と御史がいれば十分と考え、さらに当時の台湾には1府4県の行政区画しか存在しなかったため、この提案は採用されなかった。
1874年（同治13年）の日本による台湾出兵以降、清は台湾の地位を重視するようになったが、台湾の発展にどう対処するかについては2つの考え方に分かれた。丁日昌らは要人を派遣して監督させるのみで十分と主張し、袁保恒らは省の設置を主張した。最終的に李鴻章が省を設置するのは得策ではないと主張したため、沈葆楨は「台湾の運営は福建に依存しており、2つに分けることはできない」として省を設置しないことを決めた。
1884年（光緒10年）に清仏戦争が発生し、フランス軍が台湾の基隆と滬尾（現：新北市淡水区）を攻撃した。終戦後、欽差大臣の左宗棠はかつて袁保恒が主張した省設置案に賛成する旨を上奏し「袁保恒の提案通り福建巡撫を台湾巡撫に改め、台湾と澎湖に関する全ての業務を台湾巡撫に管理させて、台湾の防衛に責任を持てるようにすべきである」と述べた。戦争中に福建巡撫として台湾の軍事を取り仕切っていた劉銘伝も、福建巡撫の職を辞して台湾の開発に専念する決意を固めていた。1885年（光緒11年）6月、政府は閩浙総督であった楊昌濬が福建巡撫の業務を兼務することを認め、劉銘伝に台湾の統治に専念するよう命じた。
1885年10月12日、西太后は軍務大臣と各国事務衙門大臣による会議の結果に基づき、「台湾は南洋に通じる玄関口で極めて重要であり、時勢に臨機応変に対処するべきだ。福建巡撫を台湾巡撫に改め、福建省の行政については閩浙総督が責任を負うものとする。組織の改編に関する一切の内容は該当の総督によって議論され、綿密に計画が組まれた」という内容の詔書を公布した。劉銘伝は現在の台湾に独立した省を設置する余裕はなく、福建省と統合して「福建台湾巡撫」を設置して5年ほど待つ必要があると考え、11月23日に「台湾の統治組織の改編は当分の間困難」と上奏した。閩浙総督の楊昌濬は台湾に新たに「台北道」を設置するか否かの議論に対して道ではなく封建的な区画の設置が必要と考え、12月25日に「台湾の改編に伴う藩司の増設」を上奏した。1886年1月16日、政府は2人の要望に応じ、甘粛新疆省の例を参考にして台湾への省の設置は引き続き進めながら、台湾と福建省を統合することを決定した。詳細については劉銘伝と楊昌濬の間で協議して決めさせることにした。
1886年（光緒12年）6月13日、劉銘伝と楊昌濬は会談を行って「台湾への省の設置に関する事項」を会奏した。これには彰化県城（現：彰化市）を省都とすることが予定された。また、現在の台湾の行政区画は広大すぎるため、さらに細分化する必要があるとされた。1887年（光緒13年）3月10日、政府は吏部の要請に応じて布政司の人員に1つ欠員を設けた。9月18日、劉銘伝は福建台湾巡撫の印章の発行を要請した。10月3日、劉銘伝と楊昌濬は会談を行い、「台湾の郡県の再編」を会奏した。前福建巡撫の岑毓英の提案により、省都は彰化県橋仔頭（現：台中市）に変更され、台湾省城を建設することになった。10月24日に政府により承認され、台湾の行政区画は正式に3府と1直隷州に再編された。
1888年（光緒14年）3月1日、劉銘伝は福建台湾巡撫として台湾に帰還し、3月3日から公務を開始した。当初は省城が未完成だったため、劉銘伝は台北府に駐在した。1889年（光緒15年）、省城の建設が開始した。しかし、劉銘伝の辞任後に巡撫に就任した邵友濂により、1892年（光緒18年）に省城の建設は中止された。1894年（光緒20年）4月5日、邵友濂と閩浙総督の譚鍾麟により省都の台北府への正式移転が報告された。邵友濂は劉銘伝が進めていた新政策、例えば西学堂や番学堂の廃止を実行した。経費節減や人民の休養などを理由に挙げている。
1895年（光緒21年）4月17日、清は日本との間に下関条約を締結した。これにより台湾は日本に編入されることになり、福建台湾省は廃止された。

## 行政区画
1684年に台湾は清に編入され、台廈道が設置された。1727年に台湾道に改められた。1887年の福建台湾省設時、下部行政区画として台北府、台湾府、台南府、台東直隷州が存在した
。
台湾府：1684年設置。当初は台湾県、鳳山県、諸羅県のみを管轄していた。
- 下部区画：彰化県（中国語版）（1723年、諸羅県を分割して設置）、埔里社庁（中国語版）（1875年、彰化県を分割して設置）、台湾県（中国語版）（1887年、彰化県を分割して設置）、雲林県（中国語版）（1887年、彰化県を分割して設置）、苗栗県（中国語版）（1887年、新竹県を分割して設置）

台北府：1875年、台湾府を分割して設置。
- 下部区画：新竹県（中国語版）（1731年、彰化県を分割して淡水庁（中国語版）が設置され、1875年に新竹県に改編）、宜蘭県（中国語版）（1810年、噶瑪蘭庁（中国語版）が設置され、1875年に宜蘭県に改編）、淡水県（中国語版）（1875年設置）、基隆庁（1875年、淡水庁を分割して設置）、南雅庁（中国語版）（淡水庁を分割して設置されたとされる）

台南府：1887年、台湾府を分割して設置。
- 下部区画：嘉義県（中国語版）（1787年、諸羅県から改称）、安平県（中国語版）（1887年、台湾県から改称）、鳳山県（中国語版）、澎湖庁（中国語版）（1727年、台湾県を分割して設置）、恒春県（中国語版）（1875年、鳳山県を分割して設置）

台東直隷州：1888年設置。
- 下部区画：南郷（中国語版）、広郷（中国語版）、新郷（中国語版）、奉郷（中国語版）、蓮郷（中国語版）

## 官制
巡撫1人（正二品）の下に布政使（従二品）、台湾道（加按察使銜、正三品）が設置された。